# Naomi Judd

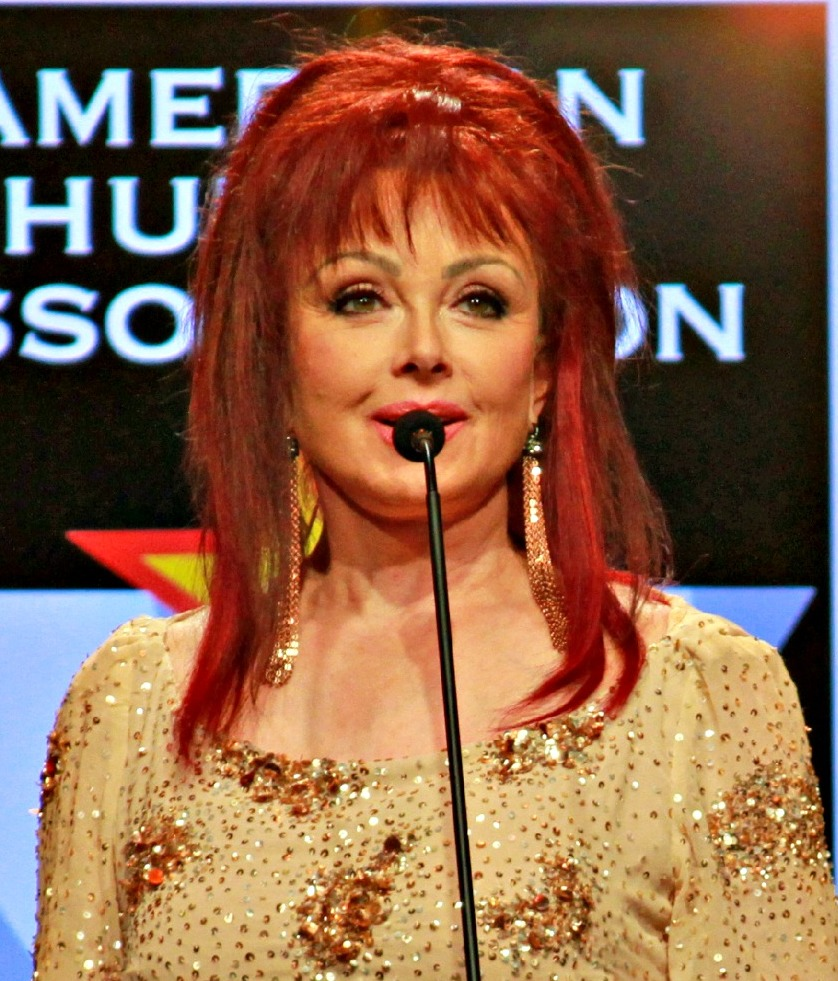
Judd bei der Verleihung des Military Dog Award der American Humane Association (2012)

Naomi Judd (* 11. Januar 1946 in Ashland, Kentucky; † 30. April 2022 in Leiper’s Fork, Tennessee), geboren als Diana Ellen Judd, war eine US-amerikanische Musikerin, Schauspielerin und Autorin.
1983 gründete sie zusammen mit ihrer Tochter Wynonna Judd das Country-Musik-Gesangsduo „The Judds“.

## Leben
Judd war die Tochter von Pauline Ruth „Polly“ Oliver und Charles Glen Judd, der eine Tankstelle besaß. Ihr Bruder Brian starb 1965 im Alter von 17 Jahren an Leukämie.
Während sie mit ihrer ersten Tochter schwanger war, wurde sie vom biologischen Vater ihres Kindes, Charles Jordan, verlassen. Sie heiratete am 3. Januar 1964 Michael Charles Ciminella. Judds erste Tochter, Christina Claire Ciminella (Wynonna Judd), wurde 1964 geboren, als Judd erst achtzehn Jahre alt war. 1968 kam die gemeinsame Tochter Ashley Tyler Ciminella (Ashley Judd) zur Welt, die später Film- und Theaterschauspielerin wurde.
Nach dem Eheaus im Juni 1972 kehrte sie – und ihre Töchter – zu ihrem Mädchennamen Judd zurück und änderte ihren Vornamen in diesem Zusammenhang zu Naomi (hebräisch נָעֳמִי nå‘åmî; deutsch ‚Noomi‘), da dieser biblische Name ihrer Meinung nach mehr zu „ihrer eigenen spirituellen, ländlichen Kentucky-Vorstellung […] ihres wahren Erbes“ passte. Sie zog ihre Kinder fortan alleine groß und lebte mit ihnen in Lagunitas in Kalifornien, wo sie die nahegelegene Krankenpflegeschule am College of Marin besuchte. Nach der Rückkehr nach Tennessee – und vor dem Beginn ihrer Gesangskarriere – arbeitete sie zunächst im Williamson County Medial Center in Franklin.
Am 6. Mai 1989 heiratete Judd ihren zweiten Ehemann Larry Strickland vom Palmetto State Quartet, mit dem sie bis zu ihrem Tod verheiratet war.
Judd litt seit langem an Depressionen, die von Angstzuständen, Panikattacken und Selbstmordgedanken begleitet wurden. Die ihr verschriebenen Medikamente, darunter auch Lithium, führten zu Nebenwirkungen wie Gesichtsödemen, Haarausfall und Zittern, was ihr Leiden zusätzlich verschlimmerte.
Judd starb am 30. April 2022 im Alter von 76 Jahren in ihrem Haus in Leiper’s Fork im US-Bundesstaat Tennessee an einer selbst beigebrachten Schussverletzung. Nach der Bekanntgabe ihres Todes ließen die Töchter verlautbaren:

“Today we sisters experienced a tragedy. We lost our beautiful mother to the disease of mental illness.”

„Heute haben wir Schwestern eine Tragödie erlebt. Wir haben unsere wunderbare Mutter durch eine psychische Krankheit verloren.“

Ashley Judd äußerte sich am 12. Mai 2022 erneut zum Tod ihrer Mutter in einem Interview mit Diane Sawyer in der Sendung Good Morning America: „Sie möchte das Bewusstsein für psychische Erkrankungen schärfen und hoffe, Betroffenen damit zu helfen.“ Mit dem Interview „wolle sie und der Rest der Familie erreichen, dass die Art und Weise des Todes [ihrer Mutter] von ihnen selbst mitgeteilt wird […] und dies nicht aus zweiter Hand geschieht.“

## Karriere

### The Judds
Zusammen mit ihrer Tochter Christina Claire, die sich fortan Wynonna nannte, bildete sie ab 1983 das Country-Musik-Duo „The Judds“, nachdem beide vom damaligen RCA-Records-Labelchef Joe Galante bei einem Auftritt in der Ralph Emery Show des Fernsehsenders WSM-TV entdeckt worden waren.
In den 1980er Jahren erreichte jede ihrer von RCA Records Nashville veröffentlichten Singles die Top Ten der US-amerikanischen Billboard-Charts, 14 davon wurden Nummer-eins-Hits. Zwischen 1985 und 1991 galten „The Judds“ als erfolgreichstes Vocal-Duo und wurden mit fünf Grammy Awards sowie neun Awards der Country Music Association (CMA) ausgezeichnet.
Während der gesamten Karriere hatte das Mutter-Tochter-Duo insgesamt zwanzig Top-Ten-Hits, darunter fünfzehn Nummer-eins-Hits; sie blieben acht Jahre lang bei allen drei großen Country-Musikpreisen ungeschlagen. Für den Text von Love Can Build a Bridge gewann Naomi Judd einen weiteren Grammy Award in der Kategorie „Country-Song des Jahres“.
1991 begaben sie sich auf Abschiedstournee, nachdem bei Naomi Judd Hepatitis C diagnostiziert worden war; das landesweit übertragene Abschiedskonzert der Band war das bis dahin erfolgreichste Musikereignis in der Geschichte des US-amerikanischen Kabelfernsehens.
„The Judds“ kamen 1999 für ein Silvesterkonzert in der America West Arena in Phoenix wieder zusammen, bei der Judds zweite Tochter Ashley die Moderation übernahm. Im Jahr 2000 folgte die Tournee Power to Change, bei der sie vor über 300.000 Menschen an dreißig Konzertterminen auftraten; die Academy of Country Music (ACM) nominierte sie dafür 2001 in der Kategorie „Bestes Gesangsduo des Jahres“.

### Einzelkarriere
Nach dem krankheitsbedingten Ende des Duos setzte Judds Tochter Wynonna ihre Karriere als Solokünstlerin fort und Naomi begann zu schreiben.
1991 gründete Judd den „Naomi Judd Education and Research Fund“, um das Bewusstsein rund um die Hepatitis-C-Viruserkrankung in der Öffentlichkeit zu schärfen, und wurde aufgrund ihrer eigenen Erfahrungen Sprecherin der American Liver Foundation; für ihren Einsatz erhielt sie 1993 den Golden-Plate-Award der American Academy of Achievement. Im selben Jahr erschien ihr Buch Love Can Build a Bridge, in dem sich Judd mit ihrer schließlich besiegten Hepatitis-Erkrankung auseinandersetzt und die Geschichte ihrer Familie sowie den beispiellosen Erfolg mit den „Judds“ beschreibt.
Neben der Musik und Arbeit als Autorin war Judd auch regelmäßig als Schauspielerin vor der Kamera und im Fernsehen zu sehen, so 1999 in der Rolle der Lily Waite in dem Film A Holiday Romance.
Von 2003 bis 2004 war Judd Jurorin in der von Arsenio Hall moderierten Version des Castingshow-Formats Star Search. 2004 war sie zusammen mit ihrer Tochter Wynonna in der Single-Auskopplung Flies on the Butter (You Can’t Go Home Again) des Albums What the World Needs Now Is Love (Curb Records / Asylum) zu hören, die Platz 33 der US-Country-Music-Charts erreichte. Ab 2005 moderierte sie die Sonntagmorgen-Talkshow Naomi’s New Morning des US-amerikanischen Fernsehsenders Hallmark Channel für zwei Staffeln. 2008 nahm Judd erneut die Rolle der Jurorin und Mentorin in dem Talentformat Can You Duet? an, das auf Country Music Television (CMT) ausgestrahlt wurde.
An der Seite der Schauspielerin Laura Prepon spielte sie 2011 in dem Lifetime-Fernsehfilm The Killing Game mit und 2014 in An Evergreen Christmas die Rolle der „Honey“.
2017 war sie zusammen mit ihrem Ehemann Larry Strickland in der ersten Staffel der FOX-Kochshow My Kitchen Rules zu sehen. Im Jahr 2021 wurden sie als Mitglied der „Judds“ in die Country Music Hall of Fame aufgenommen.
Zu Lebzeiten war Judd als Autorin eines Kinderbuchs und mehrerer Selbsthilfebücher auch in der Bestseller-Liste der New York Times vertreten. In ihrer Biografie River of Time: My Descent Into Depression and How I Emerged With Hope (2016, gemeinsam mit Marcia Wilkie) beschrieb sie den Kampf mit den sie jahrelang begleitenden Depressionen – den sie schließlich verlor.

## Auszeichnungen und Nominierungen
- 1983–1991: 9 Country Music Association Awards („The Judds“)
- 1983–1991: 5 Grammy Awards („The Judds“)
- 1990: Grammy Award für Love Can Build a Bridge in der Kategorie „Country-Song des Jahres“ (Naomi Judd)
- 1993: Golden-Plate-Award der American Academy of Achievement
- 2001: Nominierung der Academy of Country Music in der Kategorie „Bestes Gesangsduo des Jahres“ („The Judds“)
- 2021: Aufnahme in die Country Music Hall of Fame („The Judds“)